# 平湖秋月 (樂曲)
《平湖秋月》又名《醉太平》，是广东作曲家呂文成在二十世纪二十年代末于中秋时节遊覽杭州西湖时，觸景生情，遂取西湖十景之一的平湖秋月為名創作的中國民族樂曲。1930年已经流行。乐曲表達對西湖勝景的感受，曲調舒緩柔美，勾勒出了月夜下的江南湖景，富於詩意。
現在《平湖秋月》的曲調作為嶺南音樂代表，已經滲透於粵劇及广东南音音樂中。

## 创作与发行
二十世纪二十年代末，广东音乐家吕文成于中秋时节遊西湖时触景生情，根据“平湖秋月”的风景和意境，在江南丝竹八大套中的《欢歌》基础上改编出民乐组曲（也有说是从流行的乐曲《闺舞》发展而成），以“平湖秋月”为名（也叫做《醉太平》），1930年在上海新月唱片公司灌制并发行，由吕文成、宋郁文、麦少峰、陈绍、钱大叔等合奏，片号为114B（A面是吕文成在同时期创作的《烛影摇红》），是78转的粗纹唱片，用钢针放唱。

## 改编
1973年，殷承宗等人在北海公园内设立了一个钢琴创作小组，探索了《梅花三弄》《夕阳箫鼓》《平湖秋月》等作品。周广仁帮助他们连络作曲家陈培勋改编钢琴作品。 

陳培勳（陈培勋）先生曾写道：“1974年我下放回来后，应周广仁教授及中央乐团创作组的委约，又写了《平湖秋月》和《流水》两首乐曲，由钢琴家鲍蕙荞女士试奏。其中《平湖秋月》已经普遍流行于全国。”